# Kennebunkport
Kennebunkport est une ville côtière des États-Unis située dans le comté de York dans le sud de l'État du Maine. 
La résidence Bush, lieu de villégiature de la famille Bush s'y trouve.

## Géographie
La petite ville est située au bord de la rivière Kennebunk, à 1,5 km de son embouchure sur l'océan Atlantique. Elle est le prolongement océanique de la ville de Kennebunk.

## Démographie
Kennebunkport compte 3 474 habitants en 2010.

## Tourisme

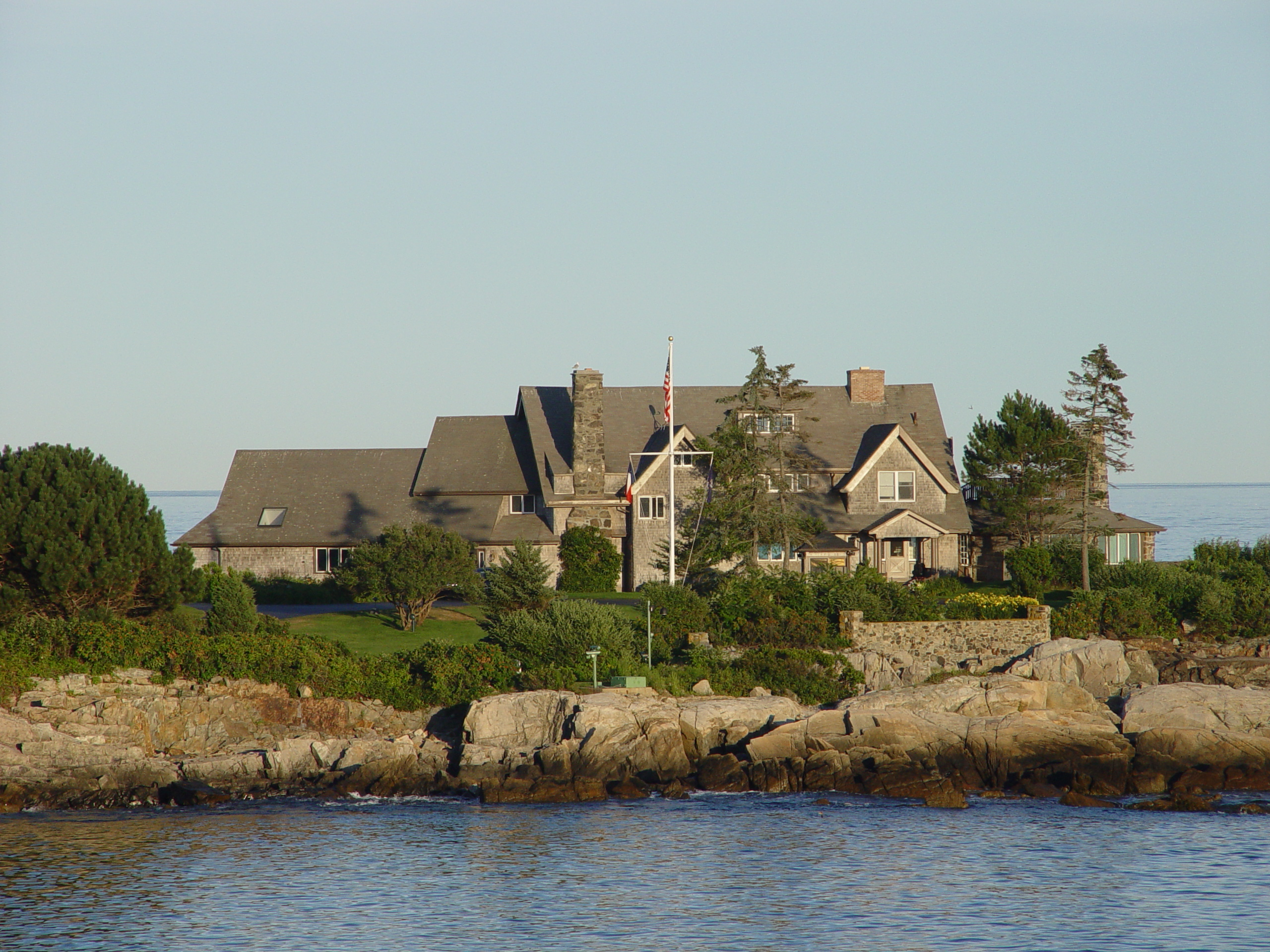
La résidence Bush, résidence d'été de la famille Bush sur Walker's Point, à Kennebunkport

Kennebunkport est historiquement un port de pêche et un poste de construction de bateaux de pêche. Elle est devenue au XXe siècle un lieu de villégiature huppé de la Nouvelle-Angleterre. Son centre historique comprend de nombreuses boutiques de souvenirs, de galeries d'art et de restaurants proposant la spécialité locale, le homard.
L'attraction touristique de Kennebunkport est la résidence Bush située sur Walker's Point. C'est la résidence d'été de l'ancien président George H. W. Bush, construite par son grand-père George Herbert Walker. 
Durant sa présidence, Bush père y invita des chefs d'État et de gouvernement tels que Margaret Thatcher et Mikhaïl Gorbatchev. En 2007, son fils, le président George W. Bush, y invita les présidents russe et français, Vladimir Poutine et Nicolas Sarkozy.

## Personnalités
- Karl K. Bechtold (1910-1970), avocat, officier de marine et homme politique, est mort à Kennebunkport.